# Новотиришкіно (Новосибірська область)
Новотиришкіно (рос. Новотырышкино) — село у Коливанському районі Новосибірської області Російської Федерації.
Входить до складу муніципального утворення Новотиришкінська сільрада. Населення становить 1106 осіб (2010).

## Історія
Згідно із законом від 2 червня 2004 року органом місцевого самоврядування є Новотиришкінська сільрада.

## Населення
| 2002 | 2007  | 2010  |
| ---- | ----- | ----- |
| 1229 | ↗1282 | ↘1106 |